# TC Der Frankfurter Kreis
Der TC „Der Frankfurter Kreis“ e.V. ist ein Tanzsportverein in Frankfurt am Main.
Der Verein verfügt über mehrere Turniertanzpaare in den Sparten Standard und Latein und war auch im Formationstanz vertreten. Die Standardformation des Vereins tanzte zeitweise in der 1. Bundesliga Standard.
Der Verein ist Ausrichter von Landesmeisterschaften und nationalen Meisterschaften sowie Europa- und Weltmeisterschaften.

## Geschichte
Der Verein wurde am 16. Juni 1948 gegründet. Zunächst stand die Geselligkeit im Vordergrund. Bereits nach knapp drei Jahren, am 6. Januar 1951, veranstaltete der Verein das erste Tanzturnier nach dem Zweiten Weltkrieg in Frankfurt.
1993 ging der Verein eine Kooperation mit der Tanzschule Karabey in Bad Homburg ein. Aus dieser Kooperation entstand die Standardformation Bad Homburger Kreis im TC „Der Frankfurter Kreis“.

## Standardformation

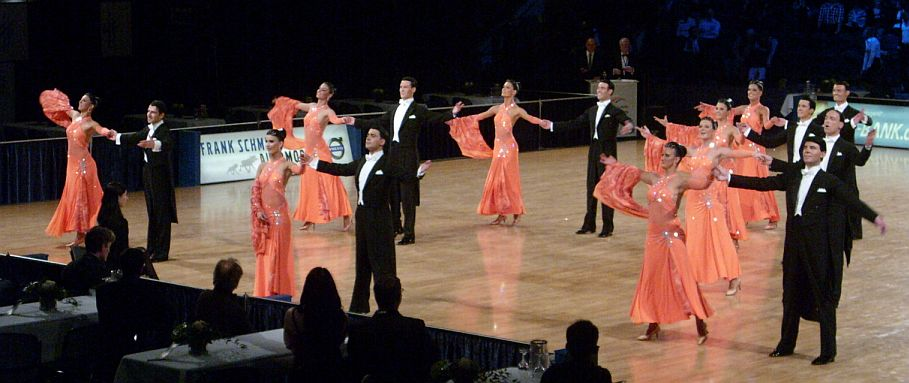
Die Standardformation bei der Deutschen Meisterschaft 2009

Eine Standardformation wurde bereits 1986 in der Tanzschule Karabey gegründet. Die Formation war ursprünglich als reine Showformation gedacht. Anfang 1991 kam es zur Neugründung einer Standardformation, die seit Anfang 1994 als Bad Homburger Kreis im TC „Der Frankfurter Kreis“ auf Ligaebene im Deutschen Tanzsportverband, zunächst in der Regionalliga Süd Standard, antritt. Die Formation tanzte anfangs recht erfolgreich in der Regionalliga Süd, konnte den Aufstieg in die 2. Bundesliga in den Relegationsturnieren jedoch nicht schaffen. Erst in der Saison 1999/2000 gelang mit einem Sieg im Relegationsturnier der Aufstieg in die 2. Bundesliga Standard, nachdem das Team in der Regionalliga den 1. Platz erreicht hatte.
Das Team tanzte die nächsten beiden Jahre in der 2. Bundesliga und erreichte dort jeweils den 4. Platz. Nachdem das A- und B-Team des TSC Astoria Tübingen in der Saison 2002/2003 nicht mehr in der 1. Bundesliga Standard antraten, rückten mit dem TC „Der Frankfurter Kreis“ und dem TC Rot-Weiss Casino Mainz zwei Mannschaften aus der 2. Bundesliga Standard nach, so dass auch das Standardteam des TC „Der Frankfurter Kreis“ 2002/2003 in der 1. Bundesliga tanzte.
- Saison 2002/2003: 1. Bundesliga (7. Platz, Abstieg in die 2. Bundesliga)
- Saison 2003/2004: 2. Bundesliga (1. Platz, Aufstieg in die 1. Bundesliga)
- Saison 2004/2005: 1. Bundesliga (7. Platz, Abstieg in die 2. Bundesliga)
- Saison 2005/2006: 2. Bundesliga (8. Platz, Abstieg in die Regionalliga Süd)
- Saison 2006/2007: Regionalliga Süd (1. Platz, 3. Platz im Aufstiegsturnier, Aufstieg in die 2. Bundesliga als Nachrücker, nachdem der TD TSC Düsseldorf Rot-Weiss seine Standardformation aus der 2. Bundesliga abgemeldet hatte)
- Saison 2007/2008: 2. Bundesliga (3. Platz)
- Saison 2008/2009: 2. Bundesliga (2. Platz, Aufstieg in die 1. Bundesliga)
- Saison 2009/2010: 1. Bundesliga (7. Platz, Abstieg in die 2. Bundesliga)

Nach der Saison 2009/2010 löste sich die Standardformation des Verein auf.
Die Standardformation des TC „Der Frankfurter Kreis“ war mehrfach im Tatort zu sehen; zunächst 2002 in der Tatortfolge „Oskar“, dann 2003 in den Folgen „Frauenmorde“ und „Das Böse“. Drehorte für die Folge „Oskar“, die 2001 gedreht wurde, waren die Tanzschule Karabay sowie die Frankfurter Innenstadt, 2003 wurde im Frankfurter Zoo-Gesellschaftshaus gedreht, das für die Dreharbeiten in einen Turniersaal mit Bühne, Bandenwerbung, Wertungsrichtern und Zuschauern verwandelt wurde.

## Lateinformation
Die Lateinformation des TC „Der Frankfurter Kreis“ startete in der Saison 2005/2006 mit dem musikalischen Thema „Cuba“ in der Oberliga Süd HTV/TRP Latein und erreichte den vierten Platz in der Liga. Ein Jahr später schloss sich die Formation mit der Lateinformation der TSA Rüsselsheim zusammen. In der Saison 2006/2007 startete so zusätzlich zum A-Team in der Oberliga ein B-Team in der Landesliga Süd Latein. Beide Teams erreichten mit ihrem neuen Thema „Let me entertain you“ (das vom Grün-Gold-Club Bremen geleast worden war) einen Aufstiegsplatz. Das A-Team startete so in der Saison 2007/2008 in der Regionalliga Süd Latein, das B-Team konnte aus Personalmangel nicht antreten. 
In der Saison 2008/2009 startete das A-Team in der Regionalliga Süd mit dem neuen Thema „Queen“ (das wieder vom Grün-Gold-Club Bremen geleast worden war), das auch in der Saison 2009/2010 wieder getanzt wird. In der Saison 2010/2011 tanzte die Formation zum musikalischen Thema „Himmelsstürmer“ des TSZ Aachen, in der Saison 2011/2012 zum Thema „Rihanna“. Die Choreographie entstand zusammen mit dem TSC Brühl im BTV 1879, dessen A-Team in den vorangegangenen Saisons einen Durchmarsch in die erste Bundesliga vollzog. Das Frankfurter Team erreichte mit diesem Thema den zweiten Platz in der Regionalliga Süd und qualifizierte sich somit für das Aufstiegsturnier zur zweiten Bundesliga.
2012 schloss sich die Mannschaft mit dem TSC Usingen zur Formationsgemeinschaft TC „Der Frankfurter Kreis“ / TSC Usingen zusammen. Die Formationsgemeinschaft tanzte in der Saison 2012/2013 erneut in der Regionalliga Süd Latein die Choreographie mit dem Thema „Rihanna“. In der Saison 2013/2014 und 2014/2015 tanzte die Mannschaft zum musikalischen Thema „Lionel Richie“. Nach der Saison 2014/2015 löste sich die Formationsgemeinschaft auf.
Trainer der Formation waren zuletzt Susann Lehniger, Mario Radinger und Christian Konieczny.